# Koetlife
Koetlife is een YouTube-kanaal van het gezin Koet. Na de scheiding met zijn voormalige vrouw Melanie Suijkerbuijk behoort het kanaal formeel toe aan de vlogger Ruben Koet. De vlogs die worden gepubliceerd op het kanaal zijn een weergave van het gezinsleven van Koet en zijn drieling Jayson, Jayden en Djalychia, zijn dochter Yindi en zijn jongste dochter Yara. De vlogs worden gekenmerkt door grappen die worden uitgehaald met (en dikwijls ten koste zijn van) de kinderen, spontane momenten uit het gezinsleven en pret- en waterparkbezoekjes.

## Geschiedenis
Op 1 november 2006 publiceerde Koet de eerste video op 'Xtremerides', zijn kanaal voor video's over pretparkattracties. Na de geboorte van de drieling in 2011 publiceerde Koet steeds vaker vlogs van zijn gezinsleven. Deze vlogs vormden uiteindelijk de basis voor het in 2014 aangemaakte kanaal Koetlife. 
In 2017 startte Koet het kanaal 'Xtremerides1' waarop hij video's publiceerde van (illegaal) vuurwerk. In maart 2019 werd Koet, mede naar aanleiding van de op 'Xtremerides1' gepubliceerde video's, opgepakt op verdenking van het in bezit hebben van een grote hoeveelheid illegaal vuurwerk. Kort na de aanhouding werd Koet weer in vrijheid gesteld, met de consequenties dat al het beeldmateriaal van het kanaal 'Xtremerides1' werd verwijderd en het voor hem niet meer mogelijk was om nieuw materiaal op dit kanaal te publiceren.
Op 29 oktober 2020 kondigde Koet in een video aan dat hij en zijn vrouw gingen scheiden.  Jan Roos reageerde in het programma RoddelPraat op de scheiding, waarbij hij de ex-vrouw van Ruben Koet naar haar mening had beledigd. Als reactie maakte zij een compilatievideo van haarzelf, waar Roos wederom op beledigende wijze op reageerde. De aflevering van RoddelPraat waarin Roos zijn uitlatingen deed, werd uiteindelijk offline gehaald door YouTube vanwege schending van de servicevoorwaarden.
Op 12 oktober 2022 werden de vlogs van het kanaal besproken en getoond in het programma De Avondshow met Arjen Lubach. Speerpunt van de uitzending was 'hoe ga je met kinderen om in de vlogs die je online zet, en is het toelaatbaar om dit te doen?'
In 2024 besloot Ruben Koet om samen te gaan wonen met zijn nieuwe vriendin en in juli 2025 kregen zij een dochter genaamd Yara Koet. 

## Ophef en kritiek n.a.v. uitzendingBOOS
In april 2025 raakte Koet in opspraak na de uitzending van een aflevering van het programma BOOS, gepresenteerd door Tim Hofman, waarin zogeheten vlogfamilies centraal stonden. De aflevering onderzocht de mogelijke schadelijke gevolgen voor kinderen die langdurig opgroeien voor de camera, met nadruk op hun privacy, psychologische ontwikkeling en online veiligheid.
De familie Koet, bekend van het YouTube-kanaal Koetlife, werd in de uitzending specifiek uitgelicht. In de aflevering werden beelden getoond waarin onder meer de tweejarige dochter Yindi zichtbaar overstuur een MRI-scan ondergaat, terwijl dit wordt gefilmd en online gedeeld. Ook eerdere video's, waaronder ziekenhuisbezoeken en beelden van de kinderen in badkleding, kwamen aan bod. Volgens deskundigen, onder wie kinderpsychologen en mediapedagogen, dragen dergelijke beelden niet alleen bij aan een gebrek aan privacy, maar kunnen ze ook bijdragen aan de seksualisering van minderjarigen. Zo signaleerde het team van BOOS opvallende pieken in het aantal weergaven van video's waarin de kinderen in zwemkleding te zien zijn.
De video’s waarin de kinderen van Koet in kwetsbare situaties worden getoond zijn populair op het kanaal. Zo trok een opname van een amandeloperatie bij zoon Jayden meer dan 2,5 miljoen kijkers. In reactie op de kritiek gaf Koet in een telefonisch interview in BOOS aan dat zijn kinderen geleerd hebben om te gaan met negatieve reacties en inmiddels "een dikke huid" hebben. Op vragen over het risico op seksualisering gaf Koet aan zich daar niet mee bezig te houden en stelde: "Ik zie gewoon een kind in een zwembroek. Dat er misschien mannen zijn die daar meer in zien… ja, dan kun je alle zwembaden sluiten."

Koet gaf geen inhoudelijke reactie aan andere media, waaronder De Limburger, ondanks herhaalde verzoeken om commentaar.